# Fleurines
Fleurines  es una población y comuna francesa, en la región de Picardía, departamento de Oise, en el distrito de Senlis y cantón de Pont-Sainte-Maxence.

## Geografía
El pueblo de Fleurines se encuentra en un claro en el corazón del bosque de Halatte. Se perfila alrededor de la colina de Saint Christophe y la Montaña, dos relieves que estructuran el paisaje comunal.

## Historia
Fleurines cuenta con un variado patrimonio arquitectónico, testimonio de su historia y su ubicación geográfica. El antiguo priorato cluniacense de Saint Christophe se integra con el casco antiguo, edificios de piedra tradicionales, cubiertos con pequeñas tejas que antaño se fabricaban en el lugar.
La iglesia del siglo XIII, posee una bóveda de doble crucería, está cubierta por una vasta techumbre que remata en un coro plano. En el interior, estatuas y vidrieras evocan los principales temas de la vida comunal, como:
- La caza, evocada por Saint Gilles y Saint Hubert; y

- La peregrinación de Santiago de Compostela, con sus conchas de vieira que aparecen en el portal del edificio.

Frente a la iglesia, el Ayuntamiento se construyó en 1840, junto a la carretera de Flandes.

## Demografía
| 622 | 815 | 1400 | 1589 | 1494 | 1764 |
| Para los censos de 1962 a 1999 la población legal corresponde a la población sin duplicidades (Fuente: INSEE [Consultar]) |     |      |      |      |      |